# Neraj, Cerneahiv
Neraj (în ucraineană Нераж) este un sat în comuna Jadkî din raionul Cerneahiv, regiunea Jîtomîr, Ucraina.

## Demografie
Componența lingvistică a localității Neraj
     Ucraineană (97,79%)
     Rusă (2,21%)
Conform recensământului din 2001, majoritatea populației localității Neraj era vorbitoare de ucraineană (97,79%), existând în minoritate și vorbitori de rusă (2,21%).